# NGC 4987
NGC 4987 est une galaxie elliptique située dans la constellation des Chiens de chasse. Sa vitesse par rapport au fond diffus cosmologique est de 4 862 ± 12 km/s, ce qui correspond à une distance de Hubble de 71,7 ± 5,0 Mpc (∼234 millions d'al). NGC 4987 a été découverte par l'astronome germano-britannique William Herschel en 1789.
À ce jour, une mesure non basée sur le décalage vers le rouge (redshift) donne une distance d'environ 76,000 Mpc (∼248 millions d'al). Cette valeur est à l'intérieur des valeurs de la distance de Hubble. Notons que c'est avec la valeur moyenne des mesures indépendantes, lorsqu'elles existent, que la base de données NASA/IPAC calcule le diamètre d'une galaxie.